# Haworthia retusa
Haworthia retusa ist eine Pflanzenart der Gattung Haworthia in der Unterfamilie der Affodillgewächse (Asphodeloideae). Das Artepitheton retusa stammt aus dem Lateinischen, bedeutet ‚abgestumpft‘ und verweist auf die Form der Blattspitzen.

## Beschreibung
Haworthia retusa wächst stammlos und sprosst langsam oder selten. Die 10 bis 15 festen, steifen Laubblätter bilden eine Rosette mit einem Durchmesser von bis zu 12 Zentimeter. Die bräunlich grüne oder selten purpurfarbene Blattspreite ist bis zu 8 Zentimeter lang und 2 Zentimeter breit. Die Endfläche ist deutlich stumpf gestutzt, die Spitze zugespitzt. Die Blattoberfläche ist verschiedenartig liniert und gefenstert. Sie ist ebenso wie der Blattrand und der Blattkiel in der Regel nicht bedornt und trägt keine Warzen.
Der kräftige Blütenstand erreicht eine Länge von bis zu 30 Zentimeter und besteht aus 20 bis 30 Blüten. Die eng beisammenstehenden weißen Blüten weisen grünlich braune Adern auf.

## Systematik und Verbreitung
Haworthia retusa ist in der südafrikanischen Provinz Westkap bei Riversdale verbreitet.
Die Erstbeschreibung als Aloe retusa durch Carl von Linné in Species Plantarum wurde 1753 veröffentlicht. Henri-Auguste Duval stellte die Art 1809 in die Gattung Haworthia.
Es existieren zahlreiche Synonyme.

## Nachweise